# たたえよ救い主イエスを
たたえよ救い主イエスを（たたえよすくいぬしいえすを）は、キリスト教の聖歌、賛美歌である。

## 概要
原曲は「Praise him! Praise him!」である。
歌詞の内容は、十字架に掛かってくれたイエスキリストを褒める内容である。

## 歌詞
1、たたえよ　救い主イエスを
くすしき　愛をば宣べ
崇(あが)めよ　み使いと共に
尊き　主の御名をば
か弱き　われら羊を
飼い主　イエスは抱く
たたえよ　たぐいなきみいつ
たたえよ　声も高く
2、
たたえよ　人の罪ゆえに
十字架に　つきし君を
君こそ　永遠(とこしえ)の岩よ
変わらぬ　わが望みよ
心の　病(やまい)ことごと
癒(いや)され　安き受けぬ
たたえよ　たぐいなきみいつ
たたえよ　声も高く

3、たたえよ　栄えあるイエスを
御国の　門(かど)揺るがせ
ときわに　統(す)べ給(たも)うイエスに
冠(かむり)を　ささげまつり
まもなく　イエスは来(きた)りて
あまねく　地をば治めん
たたえよ　たぐいなきみいつ
たたえよ　声も高く